# Accéléromètre

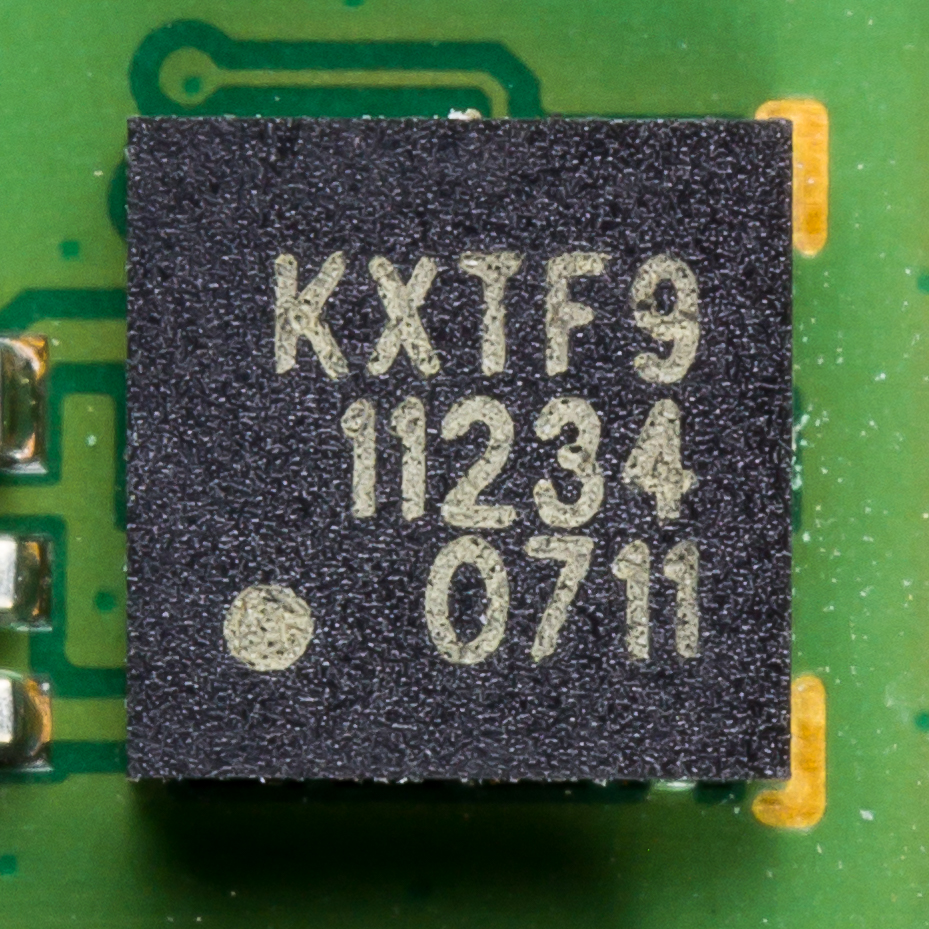
Un accéléromètre MEMS.

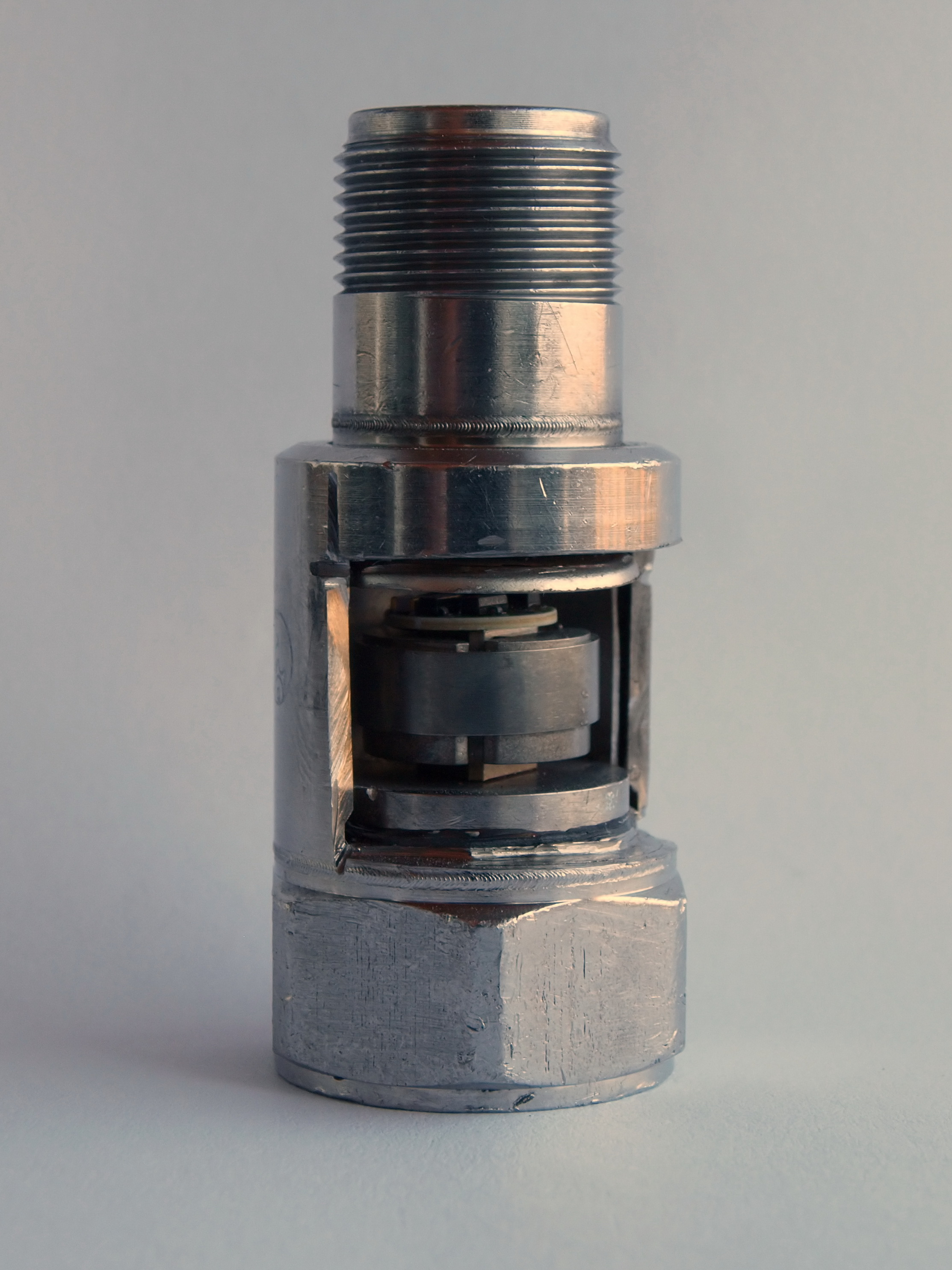
Un accéléromètre piézoélectrique.

Un accéléromètre est un capteur qui, fixé à un mobile ou tout autre objet, permet de mesurer l'accélération non gravitationnelle linéaire de ce dernier. On parle d'accéléromètre même lorsqu'il s'agit en fait de 3 accéléromètres qui calculent les accélérations linéaires selon 3 axes orthogonaux.
Par contre, lorsqu'on cherche à détecter une rotation ou vitesse angulaire, on parle de gyromètre. Plus généralement on parle de centrale à inertie lorsqu'on cherche à mesurer l'ensemble des 6 accélérations.
Bien que l'accélération linéaire soit définie en m/s2 (SI), la majorité des documentations sur ces capteurs exprime en g (9,806 65 m/s2) l'accélération (comme celle causée par la gravitation terrestre).

## Le capteur

### Approche intuitive

Schéma d'un système masse-ressort.

Un accéléromètre peut être schématisé par un système masse-ressort. Considérons ce schéma ci-contre : à l'équilibre, la position x de la masse m sera la référence, donc x=0. Si le support subit une accélération verticale, vers le haut, deux choses vont avoir lieu : ce support va se déplacer vers le haut d'une part et, à cause de l'inertie de la masse m, celle-ci va avoir tendance à rester à sa position de départ, forçant le ressort à se comprimer d'autre part. La valeur x sera d'autant plus grande que l'accélération appliquée au support sera importante.
On peut montrer à l'aide du principe fondamental de la dynamique pour un système non-amorti (et en considérant le système à l'horizontal, de telle sorte que l'on ne prenne pas en compte le poids) : {\displaystyle m{\ddot {x}}+kx=0}, avec {\displaystyle {\ddot {x}}} l'accélération de la masse m et x la position du support (par rapport à un référentiel galiléen).
Il apparaît clairement que cette accélération est proportionnelle à x. En mesurant simplement le déplacement de la masse m par rapport à son support, on peut connaître l'accélération subie par ce dernier.

### Principe
Le principe de la plupart des accéléromètres est basé sur la loi fondamentale de la dynamique :
F = m·a
avec 
- F : force (N) ;
- m : masse (kg) ;
- a : accélération (m/s2) aussi notée γ).

Plus précisément, il consiste en l'égalité entre la force d'inertie de la masse sismique du capteur et une force de rappel appliquée à cette masse.
On distingue deux grandes familles d'accéléromètres : les accéléromètres non asservis et les accéléromètres à asservissement.

### Accéléromètres non asservis
Sur les capteurs de type non asservis (boucle ouverte), l'accélération est mesurée par son image « directe » : le déplacement de la masse sismique (masse d'effort ou encore masse d'épreuve) du capteur pour atteindre l'égalité entre la force de rappel et sa force d'inertie.
Il existe des accéléromètres non asservis commercialisés que l'on trouve directement sur le marché :
- à détection piézoélectrique ;
- à détection piézorésistive ;
- à jauge de déformation/extensométrie (proche du type piézorésistif, dans son principe) ;
- à détection capacitive ;
- à détection inductive (ou réluctance variable) ;
- à détection optique ;
- à poutre vibrante ;
- à ondes de surface.

De même, il en existe des non commercialisés tels que :
- à détection à effet Hall ;
- à détection à potentiomètre ;
- à détection électromagnétique ;
- à détection piézo-optique ;
- à lecture directe ;
- à pendule tournant.

#### Accéléromètres piézoélectriques
Certains cristaux (quartz, sel de Seignette) et certaines céramiques ont la propriété de se charger électriquement lorsqu'ils sont soumis à une déformation.
Inversement, elles se déforment si on les charge électriquement, le phénomène est réversible. Le cristal se charge sur deux faces en regard avec des charges opposées lorsqu'on le soumet à une force exercée entre ces deux faces. Une métallisation des faces permet de recueillir une tension électrique qui pourra être utilisée dans un circuit.

### Accéléromètres à asservissement
Pour les accéléromètres à asservissement, l'accélération est mesurée à la sortie d'une boucle à contre-réaction (asservissement) comportant un correcteur type PI. (Proportionnel Intégral : type de correcteur améliorant la précision). Un capteur à détection de déplacement (type non asservis) permet la mesure de l'accélération immédiate. Elle est la valeur d'entrée de notre boucle d'asservissement. En sortie de cette boucle, l'accélération est obtenue par la lecture de l'énergie nécessaire à la force de rappel permettant le retour de la masse sismique à sa position initiale.
Dans les centrales inertielles, pour une application en guidage, utilisé généralement en aéronautique ou en astronautique, ce type de technologie est généralement favorisé. En effet, les mobiles ont une certaine masse et leur centre de gravité subit des vibrations de fréquence relativement faible, de l'ordre de 0 à 10 Hz. Cela permet donc l'utilisation de capteurs à asservissement.
Ceux-ci sont classés en fonction de leur force de rappel, qui peut être de type électromagnétique ou électrostatique.
Ou bien en fonction de leur type de détection, qui peut être capacitive, inductive ou optique.

### Accéléromètre quantique
En 2018, l’Imperial College de Londres présente un accéléromètre quantique. Le système se base sur la mesure des propriétés des ondes quantiques délivrées par des atomes lors des accélérations, qui permet d’en déduire le déplacement, et donc la position, par rapport au temps. Le fonctionnement est similaire à celui des accéléromètres classiques, mais tout en étant bien plus sensible et précis.
Le système utilise des lasers pour refroidir les atomes à des températures extrêmement basses, ce qui nécessite de la place.

### Principaux paramètres propres à un accéléromètre
En plus des caractéristiques classiques des capteurs, l'accéléromètre peut être caractérisé par les données suivantes :
- son étendue de mesure est exprimée en g = 9,806 65 m/s2 ;
- sa masse du capteur, la finesse (terme technique correct correspondant) ;
- sa sensibilité transversale ;
- son nombre d'axes (1 à 3 axes) ;
- sa construction mécanique ;
- la présence d'une électronique intégrée ;
- son prix (en 2007, de 6 euros pour un capteur capacitif non asservi jusqu'à 3 000 euros pour un capteur asservi haut de gamme).

Toutes ces caractéristiques interagissent et caractérisent un principe, une technologie ou un procédé de fabrication.

## Ses applications
Les applications de ce capteur sont très diverses :
- la mesure de vitesse (par intégration) ;
- la mesure de déplacement (par double intégration) ;
- le diagnostic de machine (par analyse vibratoire) ;
- la détection de défaut dans les matériaux (en mesurant la propagation d'une vibration à travers les matériaux).

Néanmoins, elles sont généralement classées en trois grandes catégories :
- les chocs ;
- l'accélération vibratoire ;
- l'accélération de mobiles.

### Les chocs
Les chocs sont des accélérations de très forte amplitude. Par exemple, un objet qui tombe d'une hauteur de 20 cm sur une tôle d'acier de 5 cm d'épaisseur est soumis à une accélération de 8 000 g lors de l'impact, et sur un cahier de 50 pages d'épaisseur il est soumis à une accélération de seulement 90 g.
Ce sont des accélérations très brèves et donc qui nécessitent un capteur de bande passante allant généralement de 0 à 100 kHz.[réf. nécessaire]
La précision requise pour ces mesures est de l'ordre de 1 % de l'échelle de mesure du capteur[pourquoi ?].
Les capteurs couramment associés à ce genre d'application sont des accéléromètres à déplacement non asservis, et plus précisément :
- à détection piézoélectrique ;
- à détection piézorésistive ;
- à détection capacitive (seulement pour les coussins gonflable de sécurité).

Exemples :
- déclenchement des coussins de sécurité dans les voitures ;
- crash-tests ;
- pyrotechnie.

### L'accélération vibratoire
Les accélérations vibratoires sont considérées comme des accélérations de niveau moyen (généralement une centaine de g).
Elles nécessitent un capteur de bande passante allant jusqu'à 10 kHz et de précision de l'ordre de 1 % de l'échelle de mesure du capteur.
Les accéléromètres utilisés, de type non-asservis, sont :
- à détection piézoélectrique ;
- à détection piézorésistive ou jauge d'extensométrie ;
- à détection inductive (ou réluctance variable).

Exemples :
- le contrôle vibratoire pour la R&D ;
- le contrôle industriel.

### L'accélération de mobiles
Les accélérations de mobiles sont de faible niveau. Par exemple, l'accélération maximum retenue pour le « Rafale » est de 9 g.
Ces accélérations n'excèdent pas quelques dizaines de hertz.
En revanche, la précision requise peut être importante. Elle varie de 0,01 % à 2 % de l'échelle de mesure du capteur.
Les accéléromètres utilisés sont :
- des capteurs d'accélération non asservis (jauges, capacités, induction, optique, potentiomètre) ;
- des capteurs d'accélération asservis.

Exemple :
- les stations inertielles des avions ;
- l'aide à détermination dynamique de la position d'un train sur une ligne.

### Applications isolées et produits particuliers
- Mesure d'inclinaison (grâce à la force de gravité de la Terre et à un accéléromètre deux axes) : Certains accéléromètres à détection capacitive à masse sismique pendulaire permettent aussi d'assurer la fonction d'inclinomètre. Cette dernière est rendue possible par la configuration mécanique des accéléromètres capacitifs pendulaires et la gravité terrestre. Cependant, la fonction d'accéléromètre ne peut pas être utilisée en même temps.

## L'accéléromètre et l'actualité
Depuis la phase de développement des accéléromètres MEMS, de 1975 à 1985, l'accéléromètre a vécu un « boom » dans ses utilisations. En effet, il est passé de 24 millions de ventes en 1996 à 90 millions en 2002. Quant à son prix, il ne cesse de diminuer pour les MEMS. Avec l'arrivée récente des accéléromètres NEMS, cette omniprésence de l'accéléromètre dans les divers produits « grand public » est de plus en plus d'actualité.

### Produits «grand public» utilisant l'accéléromètre
Les centrales inertielles à 6 accélérations, comme sur l'IPhone 4, consomment plus d'énergie et sont souvent moins sensibles qu'une centrale réduite à 3 accéléromètres linéaires seulement comme sur de nombreux téléphones mobiles dont l'IPhone 3GS, voire 2 pour une console de jeux comme la WII, voire une seule dimension pour arrêter un disque dur dans le cas d'une chute d'un ordinateur portable (ThinkPad).
En montres de sport :
- Nike, Polar et d'autres, utilisent les accéléromètres pour déterminer vitesse et distance de déplacement.

Pour la mesure d'un geste sportif ou du quotidien :
- Myotest utilise un accéléromètre pour mesurer le niveau de performance musculaire. Il calcule la puissance, la force et la vitesse d'un geste, mais aussi la hauteur du saut, le temps de contact ou encore la résistance à la fatigue.

En appareils photos et caméras :
- les accéléromètres sont utilisés pour la stabilisation de l'image, l'anti-flou, etc.

En ultra-portables, PDA, etc. :
- les accéléromètres sont utilisés pour l'orientation de l'écran.

En portable :
- les accéléromètres sont utilisés pour détecter une chute (forte accélération) et arrêter le disque dur. Ce fut la première utilisation récente d'un accéléromètre (Apple dans ses MacBook Pro), application qui fut rapidement détournée et devint célèbre, ce qui amena à l'inclusion d'un accéléromètre dans l'iPhone du même Apple, puis la généralisation de ce composant.

En jeux vidéo :
- Nintendo a décidé d'innover en lançant une manette nouvelle génération pour sa console Wii. Celle-ci détecte directement les mouvements du joueur grâce à des accéléromètres, placés dans les 2 parties dont se compose sa manette : la Wiimote et le Nunchuck[4]. De plus, la console portable 3DS inclut un accéléromètre et un gyroscope[5]. Les Joycon de la Switch contiennent un accéléromètre et un gyroscope[6] ;
- Sony utilise par contre une technologie différente dans la manette Sixaxis de sa PlayStation 3, de plus le PlayStation Move intègre des accéléromètres et un gyromètre.

En téléphonie :
Du fait de la convergence des technologies, les accéléromètres sont utilisés pour cumuler la plupart des fonctions précédemment décrites :
- Sony Ericsson utilise un accéléromètre dans les C902, C905, C510, K850i, W710, W580i, W595, W910i, W980i et W995 ;
- HTC utilise l'accéléromètre dans le Touch Diamond, le Touch HD, le Touch pro2, le HD2, le Désire/Désire HD et ses téléphones sous Android ;
- Apple utilise l'accéléromètre dans les iPhone, les iPod touch et les iPod nano, ainsi que dans toute sa gamme d'ordinateurs portables depuis 2005 ;
- Nokia utilise l'accéléromètre dans les N95, N82, N70, 6600, 5530 XpressMusic, 5800 XpressMusic, le N900 Roverle, N97 et le N8 ;
- Samsung utilise l'accéléromètre dans le Samsung Player Addict, le Samsung Galaxy, le Samsung Galaxy Spica, le Samsung Galaxy Teos, les Samsung Galaxy S, S2 et S3, le Samsung Player Star, le Samsung Player 5, le Samsung Player Pixon, le Samsung Wave et le Samsung Player One.
- le Neo FreeRunner a deux accéléromètres.

Dans les véhicules de transports : 
- coussin gonflable de sécurité : des accéléromètres sont utilisés dans les systèmes d'« airbag ». Ils mesurent en permanence l'accélération du véhicule et la compare aux mesures des tests de collision. Dès que le signal d'une impulsion de collision est reconnu, l'unité de contrôle électronique envoie l'ordre de libérer le gaz qui fait gonfler le coussin gonflable de sécurité.

### Ouvrages
- Georges Asch, Les capteurs en instrumentation industrielle, Dunod  (ISBN 978-2-10-005777-1)
- Techniques de l'Ingénieur (l'encyclopédie technique)

### Revue
- Mesures, n°746, guide d'achat, article de Marie-Line Zani, juin 2002.